# Vladimir Bountchikov
Vladimir Bountchikov, en russe Владимир Бунчиков, né le 21 novembre 1902 à Iekaterinoslav dans l'Empire russe (aujourd'hui en Ukraine) et décédé le 17 mars 1995 à Moscou en Russie, était un baryton soviétique, décoré artiste du Peuple de la RSFSR en 1944.

## Biographie
Vladimir Bountchikov fut abandonné très tôt par sa famille, qui avait émigré en Argentine. Il vécut à Simferopol où il travailla comme machiniste dans un théâtre et apprit la musique à l'école de musique de Simféropol. À 22 ans, il fut enrôlé dans l'armée rouge.
En 1929, après avoir été diplômé du conservatoire de Dniepropetrovsk, et avoir étudié à Léningrad, Vladimir Bountchikov devint soliste à l'opéra de Dniepropetrovsk. En 1931, il passa soliste au théâtre musical Nemirovitch-Dantchenko de Moscou.
Ses premières chansons furent enregistrées en 1934. Il chanta du jazz avec Vladimir Kandelaki (ru) ; de la musique populaire avec l'orchestre de Viktor Knouchevitski ; il fut aussi un temps soliste des chœurs de l'Armée rouge. Son répertoire était principalement constitué de chansons de compositeurs soviétiques.
De 1942 à 1967, il fut soliste de l'ensemble de chœur et orchestre de la radio soviétique. Durant plus de vingt-cinq ans également, il chanta en duo avec le ténor lyrique Vladimir Netchaïev (1908-1969) qu'il avait rencontré durant la guerre,,. Les voix des deux chanteurs produisaient un mélange mélodieux et intéressant, l'explosif, lumineux et sanguin Bountchikov complétant le calme, lyrique, doux et mélancolique Netchaïev. Les deux chanteurs étaient de très bons amis, mais leur amitié fut brisée par la mort soudaine de Netchaïev en 1969. 
Vladimir Bountchikov est mort à Moscou en 1995. Il est enterré au cimetière Golovinskoïe. Sur sa tombe sont gravées les paroles de la chanson de Matveï Blanter et Mikhaïl Issakovski, Les Oiseaux migrateurs,.